# 楔斑豬齒魚
楔斑豬齒魚（学名：Choerodon anchorago），又名鞍斑豬齒魚、石老、四齒仔、西齒、黑簾仔，为輻鰭魚綱鱸形目隆頭魚亞目隆頭魚科豬齒魚屬下的一个种，分布於印度西太平洋區，從斯里蘭卡至法屬波里尼西亞海域，棲息深度可達25公尺，體長可達38公分，棲息在海草生長、沙石底質的礁石平台及潟湖，稚魚成群出現在河口處或海草床，成魚則出現在礁石區，且具有領域性，屬肉食性，以軟體動物、甲殼類、海膽等為食，可作為食用魚及觀賞魚。